# Mercedes-Benz M 120
Der Motorentyp M 120 ist ein Zwölfzylinder-V-Motor von Daimler-Benz und der erste serienmäßig produzierte Pkw-Zwölfzylinder der Marke Mercedes-Benz. Der Ottomotor mit 6 Litern Hubraum und Vierventiltechnik wurde von 1991 bis 1998 in den Limousinen und Coupés der Baureihen W 140/C 140 verwendet, später auch in der SL-Baureihe R 129.
Der Motorentyp wurde 1999 für den Einsatz in der S-Klasse der Baureihe 220 (später auch in anderen Baureihen) vom etwas kleineren und leichteren M 137 abgelöst. Der M 120 wird außerdem in optimierter Form als M 297 in einigen Sportwagen und Luxuslimousinen verwendet, zum Beispiel im Pagani Zonda, dem Mercedes-Benz CLK GTR und dem Lotec Sirius. Auch im nur fünfmal produzierten Mega Track der französischen Firma Aixam wurde der M 120 verbaut. Außerdem wurde das Mercedes-Benz-Versuchfahrzeug C 112 mit dem M 120 bestückt und samt manuellem Sechsgang-Getriebe für Test- und Erprobungsfahrten genutzt.

## Entstehung und Technik
Mitte der 1980er Jahre standen bei Daimler-Benz die Entwicklungsarbeiten für eine neue S-Klasse an, die 1991 vorgestellt werden sollte.
Im Marktsegment der Oberklasselimousinen hatte lediglich die britische Marke Jaguar, die auch Rechte an der Marke Daimler besaß, ab 1972 im XJ Mk. I sowie Daimler Double Six einen V12 im Angebot, ansonsten waren Zwölfzylindermotoren eine Domäne von Sportwagen-Herstellern wie Ferrari und Lamborghini.
Schon für die in Produktion stehende Baureihe 126 war außer den bewährten V8-Motoren M 117 auch ein Zwölfzylindermotor für einen projektierten „600 SEL“ entwickelt worden. Jedoch erschien es unklug, einen solch übergroßen Motor im Nachklang der Ölpreiskrisen von 1974, 1979 usw. vorzustellen, und Daimler entschied, ihn nicht für die Serienproduktion freizugeben.
BMW stellte 1987 mit dem 750i der 7er-Reihe den ersten Zwölfzylindermotor in einem PKW der deutschen Nachkriegsgeschichte vor. Daimler-Benz entschied nun, es seinem schärfsten Konkurrenten gleichzutun und ebenfalls Personenkraftwagen mit Zwölfzylindermotor in sein Angebot aufzunehmen.
1988 wurde der Leiter für Motorenkonstruktion Kurt Obländer beauftragt, einen Zwölfzylindermotor für die 1991 erscheinende neue S-Klasse Baureihe 140 zu entwickeln, der das bayerische Aggregat in Leistung und Hubraum bei weitem übertreffen und mindestens 294 kW (400 PS) entwickeln sollte. Zu dieser Zeit war bereits ein neuer 5,6-Liter-V8-Motor mit Vierventiltechnik und knapp 294 kW (400 PS) unter dem Code M 117/9 fertig entwickelt, den die Tuning-Firma (und spätere Daimler-Tochter) AMG zunächst allein produzierte. Später wurden diese Aggregate zusammen mit Daimler-Benz in vereinfachtem Design hergestellt und für solvente Kunden in Coupés und Limousinen der Baureihe 126 eingebaut.
Zeitgleich hatte Obländer für das zunächst geplante Modell „800 SEL“ des W 140 einen Achtliter-V16 mit etwa 397 kW (540 PS) serienreif entwickelt, vor dessen Serieneinführung Daimler-Benz dann aber zurückschreckte, ähnlich wie vor der Einführung des V12-Motors in der Vorgängerbaureihe W 126.
Der mit der Baureihe W 140 eingeführte neue Sechsliter-V12 leistete 300 kW (408 PS). Bohrung und Zylinderabstand wurden vom Sechszylinder M 104 übernommen, damit konnten auch die Zylinderköpfe des Sechszylindermotors verwendet werden. Für den Motorblock wurde eine Aluminiumlegierung verwendet. Der M 120 war nicht nur der erste serienmäßig produzierte PKW-Zwölfzylinder von Mercedes-Benz, er war auch der bis dato leistungsstärkste Mercedes-Benz Pkw-Motor. Das Drehmoment überschreitet schon bei 1600/min die 500-Nm-Marke und beträgt maximal 580 Nm. Der V12 ist mit einer Nockenwellenverstellung der Einlassnockenwellen sowie mit einer vollelektronischen Bosch-Einspritzanlage mit Hitzdraht-Luftmassenmesser (LH-Motronic) ausgerüstet.
In der Motorenentwicklung stand die Minimierung der Schadstoffemissionen und des Kraftstoffverbrauches im Vordergrund. Die elektronische Zündung berechnet aus 300 Zündkennfeldern den optimalen Zündzeitpunkt, für jeden Zylinder einzeln und an die Klopfgrenze angepasst. Als einziger Zwölfzylinder weltweit hat der M 120 diese Zylinder-selektive Antiklopfregelung. Nur damit ist die für eine optimale Kraftstoffausnutzung erforderliche hohe Verdichtung von 10:1 möglich. Neuartig war das Motor- und Antriebsmanagement, bei dem alle Steuermodule über einen gemeinsamen Datenkanal (CAN-Bus) miteinander kommunizieren. Dies wird unter anderem zur schnellen Aufheizung der Katalysatoren nach dem Kaltstart des Motors benutzt, außerdem zur Antriebs-Schlupf-Regelung und zur neuen Motor-Schleppmoment-Regelung, die verhindert, dass ein Wagen auf glatter Fahrbahn infolge Gaswegnehmens ausbricht.
Die Abgasanlage des Motors beherbergt die weltweit größte Katalysator-Anlage für PKW. Sie wurde mit sieben Litern Volumen so dimensioniert, dass durch den Katalysator kein Kraftstoffmehrverbrauch auftritt und eine hohe Langzeitstabilität gewährleistet wird. Durch ein neuartiges Konzept doppelwandiger und dreischichtig gedämmter Auspuffkrümmer und ebenfalls doppelwandiger Zuleitungen erreichen die in einer wärmegedämmten Quellmatte eingebetteten Keramik-Katalysatoren in kurzer Zeit Betriebstemperatur.
Nachdem öffentliche Kritik laut wurde, verzichtete Daimler-Benz im September 1992, drei Jahre nach Fertigstellung des M 120, auf die Gemischanreicherung bei Volllast, die mehr Benzin einspritzte, als zur Wandlung der Schadstoffe zulässig war. Der Hersteller modifizierte die Motorsteuerung, womit ein Leistungsverlust von 1/30 (3,33 %) bzw. 10 kW (14 PS) auf 290 kW (394 PS) und eine kleine Reduktion des Drehmoments auf 570 Nm einherging.

## Serienfahrzeuge mit M 120

### Ab 1991
- im 600 SE, (ab 06/1993 S 600) W 140
- im 600 SEL, (ab 06/1993 S 600 lang) V 140

### Ab 1992
- im 600 SEC, (ab 06/1993 CL 600) C 140
- im 600 SL, (ab 06/1993 SL 600) R 129

## Leistungssteigerung

### M 297 AMG

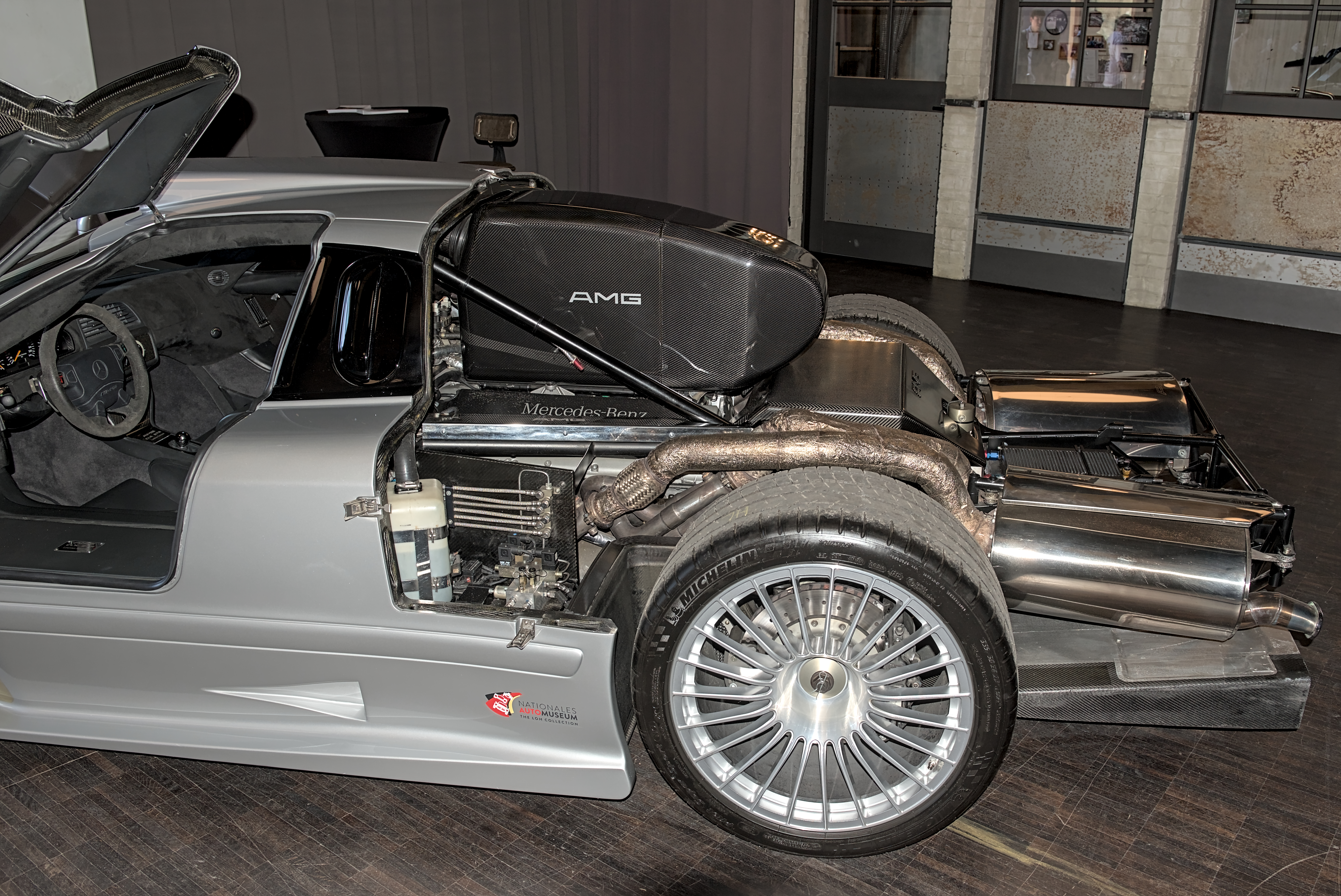
M 297 AMG im CLK GTR

AMG entwickelte auf Basis des M 120 diverse Motoren mit 6,9, 7,0 und 7,3 Liter Hubraum, die u. a. im CLK GTR, im SL 70 AMG und im SL 73 AMG eingesetzt wurden. Sie wurden auch im Sportwagen Pagani Zonda eingebaut. Diese Motoren werden als M 297 bezeichnet und leisten 488 kW (663 PS) beziehungsweise 478 kW (650 PS).

### Tuningfirmen
Auch Tuningfirmen bearbeiteten den M 120. Von Brabus, Lorinser, Koenig-Specials, Renntech, Väth und Carlsson gab es den Zwölfzylinder mit Maximal-Hubräumen zwischen 7,2 und 7,4 Litern. Sehr bekannt ist der Brabus 7.3S mit einer Leistung von 428 kW (582 PS). Die Leistungsbandbreite geht hin bis zum weniger bekannten Carlsson RS74 Le Mans mit bis zu 456 kW (620 PS). Das Drehmoment der verschiedenen Hubraumversionen reicht von 720 bis 850 Nm.
Im September 2022 präsentierte der amerikanische Tuner Renntech auf Basis des W 140 SEL 600 schließlich den S76R, das bis dato und angesichts von Elektroautos wohl auch für immer hubraumgrößte und leistungsstärkste Fahrzeug, welches mit einem Aggregat auf Basis des M 120 versehen wurde. Bei dieser Restomod wurde der Motor komplett neu aufgebaut, auf 7,6 Liter aufgebohrt und mit dem Besten versehen was der Tuningmarkt hergibt. Viele Teile wurden allerdings auch selbst von Renntech entwickelt. Daraus resultieren 452 kW (615 PS) und 956 Nm Drehmoment. Der Wagen an sich wurde bei dem Umbau äußerlich kaum verändert, allerdings wie bei einer Restomod üblich, unter dem Blech komplett modernisiert. Unter anderem wurde das Fahrwerk und die Carbon-Keramik-Bremsanlage aus aktuellen Mercedes-AMG Modellen verbaut. Mit diesem „letzten Hurra“ wurde eindrucksvoll dargestellt, wozu der M 120 imstande ist.
Vom M 120 gibt es auch zwei aufwendige Umbauten zum Turbomotor. Die Lotec GmbH in Kolbermoor hat es bei den serienmäßigen sechs Litern Hubraum belassen, jedoch zwei Abgasturbolader (K 27) samt Ladeluftkühler eingebaut und den Motor im Lotec Sirius verbaut. Er entwickelt eine Leistung von 735 kW (999 PS). Er liefert ein maximales Drehmoment von 1100 Nm bei 0,85 bar Ladedruck. Mit kurzzeitig abrufbarem „Overboost“ (1,2 bar Ladedruck) sind es 883 kW (1201 PS) und 1320 Nm.
Eine weitere Version des M 120 mit Abgasturboaufladung kommt vom russischen Tuner A-Level. Dieser Motor leistet durch Biturboaufladung und auf 6,7 Liter vergrößertem Hubraum 616 kW (838 PS) und entwickelt 1182 Nm maximales Drehmoment. Dieser Motor wurde in einem S-Klasse-Coupé des C 140 verbaut. Der Lotec Sirius und das S 600 Coupé A-Level sind Einzelstücke.
Größere Motoren als den vergrößerten M 120, ab 1994 mit 7414 cm³ im C 74 von Carlsson Fahrzeugtechnik und Jahrzehnte später bis zu 7600 cm³ Hubraum im Renntech-S76R, wird man wohl in Zukunft in Deutschland und anderswo für Pkw kaum noch entwickeln, da zunehmend die Diskussionen um CO2-Ausstoß, Benzinpreis, Kraftstoffverbrauch und alternative Antriebstechniken in den Vordergrund rücken. Seit ca. 2008 geht mit Turbo-Technik insbesondere bei der Daimler AG der Trend zum „Downsizing“ mit kleineren, leichteren und sparsameren Motoren, sodass seit Einführung der Baureihe 221 auch in der S-Klasse ein Vierzylinder-Dieselmotor angeboten wird. Seit Tesla mit Elektroautos erfolgreich ist führt kein Weg an der Akkutechnik vorbei.

## Daten
- Motor-Typ: M 120 E 60[4]
- Einbaulage im Fahrzeug: Vorn, längs
- Zylinderzahl: 12
- Zylinderanordnung: V-Form
- Zylinderbankwinkel: 60°[4]
- Bohrung × Hub: 89,0 × 80,2 mm[4]
- Hubraum: 5987 cm³[4]
- Verdichtungsverhältnis: 10,0 : 1[4]
- Ventile je Zylinder, Anordnung: 4 (2 Einlass, 2 Auslass), v-förmig hängend[4]
- Ventilsteuerung: DOHC, je Zylinderbank zwei obenliegende Nockenwellen, Einlass-Nockenwellen verstellbar
- Nockenwellenantrieb: Duplex-Rollenkette[4]
- Zündung: Elektronisch mit Kennfeldsteuerung
- Kühlung: Flüssigkeitskühlung, 18,5 l Kühlflüssigkeit
- Schmierung: Druckumlaufschmierung, 9,5 l Öl
- Gemischbildung: Saugrohreinspritzung mit Hitzdraht-Luftmassenmessung (Bosch LH-Jetronic); ab 09/1995 mit HFM (Motorsteuerung Bosch ME)[4]
- Leistung: 300 kW (408 PS) bei 5200/min; ab 09/1992: 290 kW (394 PS) bei 5200/min
- Drehmoment: 580 Nm bei 3800/min; ab 09/1992: 570 Nm bei 3800/min[4]
- Verbrauch:
  - rund 20 l[9]
  - (im  Mercedes S 600 mit 5-Gang Automatikgetriebe mit elektron. Steuerung ab 09/1995): 11,8 / 13,7 / 20,7 l (Werte für 90 km/h / 120 km/h / Stadtzyklus, nach Richtlinie 80/1268/EWG)[10]